# Koňákov (Český Těšín)
Koňákov (pol. Koniaków, něm. Koniakau) je vesnice, část města Český Těšín v okrese Karviná. Nachází se asi 4,5 km na západ od Českého Těšína. V roce 2009 zde bylo evidováno 100 adres. V roce 2001 zde trvale žilo 228 obyvatel.
Koňákov je také název katastrálního území o rozloze 3,06 km2.
Ve vesnici se nachází katolický kostel Prozřetelnosti Boží z roku 1863 a evangelická hřbitovní kaple z roku 1889.

## Tragédie v Koňákovské kapli
Bylo 17. května 1906 a odehrával se pohřeb rolníka Michala Farneho. Smuteční průvod se vypravoval z domu zesnulého k evangelickému hřbitovu, když mračna předznamenávala bouři. Smuteční průvod asi 100 lidí zastihl na cestě déšť a proto se snažili co nejrychleji dostat do hřbitovní kaple na kopci nad vesnicí. Všichni se snažili dostat dovnitř a najít tak úkryt před deštěm, ale ne všem se to povedlo. Místní učitel se zajímal zda má kaple hromosvod, když dostal zápornou odpověď snažil se přimět ostatní aby ji opustili, ale lidem se do deště nechtělo. Učitelova předtucha se naplnila a do kaple na kopci se spoustou železných prvků udeřil kulový blesk. Na místě bylo okamžitě usmrceno 13 lidí a další desítky lidí byly zraněny a traumatizovány. Tato tragická událost nemá na Těšínsku obdoby.